# Citrus micrantha
Espèce
Citrus micrantha, parfois Micrantha, est une espèce de plantes à fleurs de la famille des Rutaceae. C'est un agrume sauvage du sud des Philippines. Deux variétés au moins sont décrites biasong et samuyao.
Il appartient aux 5 espèces d'agrume ancestrales progénitrices des agrumes actuels.

## Dénomination

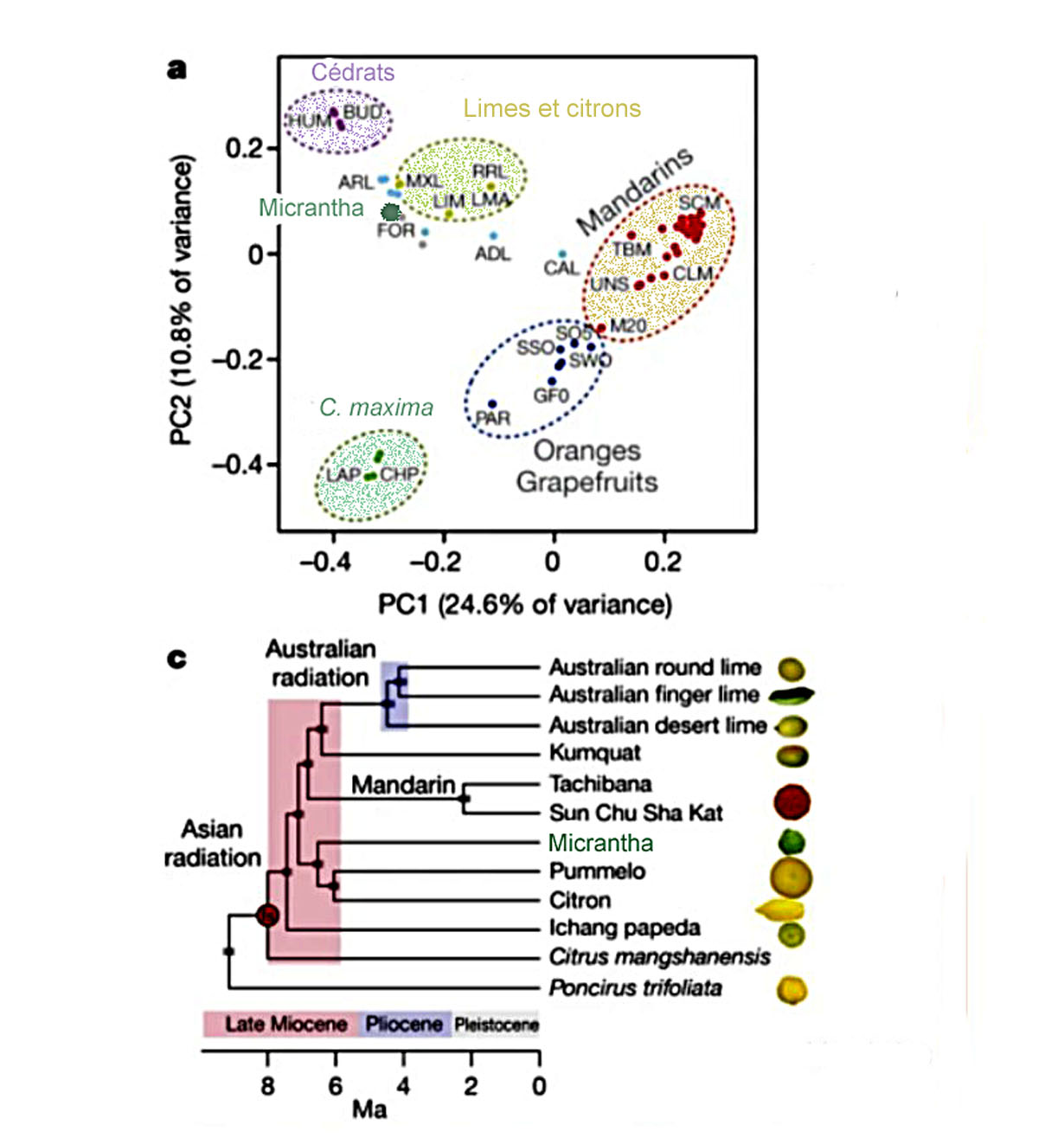
En haut (a) distances du génome nucléaire (Micrantha est distinct mais proche des limes) en bas (c) Chronogramme de la spéciation des agrumes (Ichang papeda et Micrantha divergent très tôt).

En chinois 小花大翼橙 (Xiǎohuā dà yì chéng) agrume à petites fleurs et à grandes ailes décrit biasong. En thaï, ปาเปอดาขนาดเล็กดอก (Pāpexdā k̄hnād lĕk dxk) petite fleur pour biasong et ละปาเปอดาเล็ก (la pāpexdā lĕk) pour samuyao, Coréen 작은 꽃이 만발 (jag-eun kkoch-i manbal) pour biasong 작은 열매 파페다 (jag-eun yeolmae) papeda aux petits fruits pour samuyao.
Samuyao sa Amoo désigne samuyao. D. J. Mabberley (2002) donne les différentes identifications botaniques et les distinguent du combava (copahan) stricto sensu, chez lui balincoiong ou balinkolong désigne biasong.

### taxonomie et phylogénie
La succession des classements montre l'indécision des botanistes. C. micrantha Wester (1915) puis C. hystrix DC. var. micrantha (Wester) Merr. (1923), C. macroptera Montr. var. micrantha (Wester) Tanaka (1932), C combara Raf. var. micrantha (Wester) Tanaka (1939), C. hystrix D.C. (le combava),. Froelicher et al. (2011) regroupent C. micrantha et C. hystrix. Ollitrault et al. (2020) les considèrent comme des synonymes.

En 2002, D. J. Mabberley décrit le combava comme une sélection cultivée de C. macroptera et non de C. micrantha. En 2014, F. Curk, G. Ancillo et al. sur la base de l'analyse du chromosome 2 distinguent un haplotype C. micrantha qui regroupe C. macrophylla ou Alemow, les deux variétés de C. micrantha et l'hybride lime du Mexique C. aurantiifolia. Ils écrivent «Quatre taxons ancestraux [C. medica L. (le cédrat), C. reticulata Blanco (mandarine), C. maxima (pamplemoussier) et C. micrantha ont été identifiés comme les ancêtres de tous les Citrus cultivés». Chez G. Albert Wu et al. (2018) les espèces progénitrices des agrumes actuels sont 5: C. medica, Fortunella (les kumquats), C. reticulata, C. micrantha, C. maxima. Une intéressante description (2019) comparative et illustrée des C. hystrix, C. macroptera et C. micrantha du Jardin Botanique de Bogor analyse la différence entre ces fruits: «La différence la plus évidente est dans la forme du fruit. Le fruit de C. hystrix est arrondi légèrement ovale à la base avec une peau irrégulièrement ridée. Celui de C. micrantha est rond, la peau du fruit est peu ridée. Le fruit de C. macroptera est ovale, la peau lisse». 

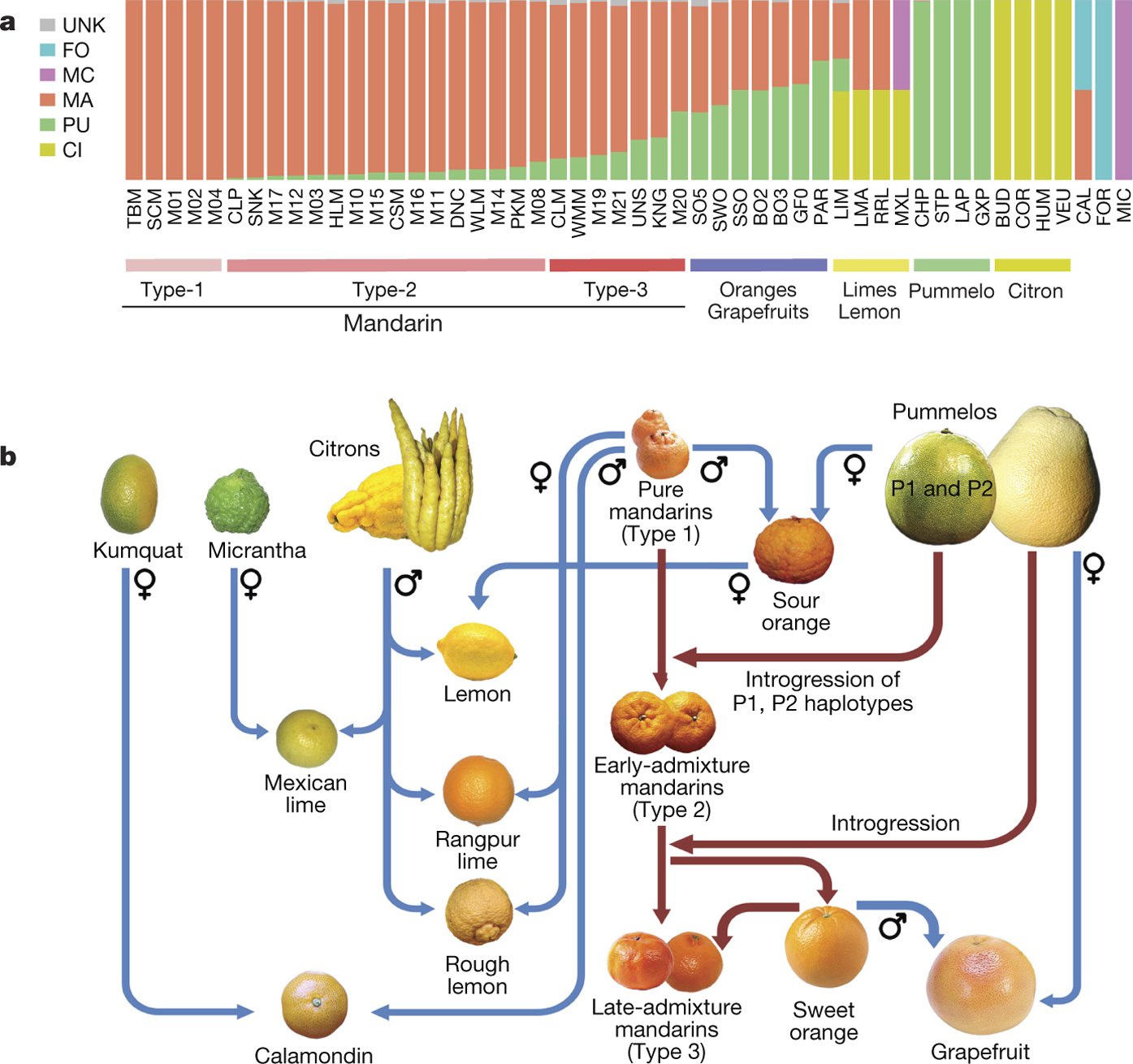
C. micrantha (code couleur mauve) est un agrume non hybridé qui engendre la lime tropicale (C. aurantiifolia) par pollinisation d'un cédrat (citron en anglais, C. medica) - source Wu et al. 2018.

#### Phylogénie
Selon J. Carbonell-Caballero et al. (2015) qui en font un clade indépendant (avec la lime C. aurantiifolia) C. micrantha a divergé du cluster Pamplemoussier il y a 3,7 millions d'années. «Les publications concernant les relations phylogéniques du sous-genre Papeda sont contradictoires [ ]. Nos résultats confirment de manière significative que Micrantha et lime mexicaine étaient imbriqués avec le groupe pomelo», ce groupe est démarqué du groupe mandarines où C. ichangensis et mandarine Mangshan ont divergé il y a entre 3 et 3,5 millions d'années.
Divers descendants sont attribués à C. micrantha. L'hybridation avec le cédrat la lime du Mexique (C. aurantiifolia) est démontrée, M.Talon et al. (2019) proposent aussi C. aurata (la pomme d'Adam - C. aurantiifolia var aurata), C. excelsa et C. macrophylla.

## Histoire

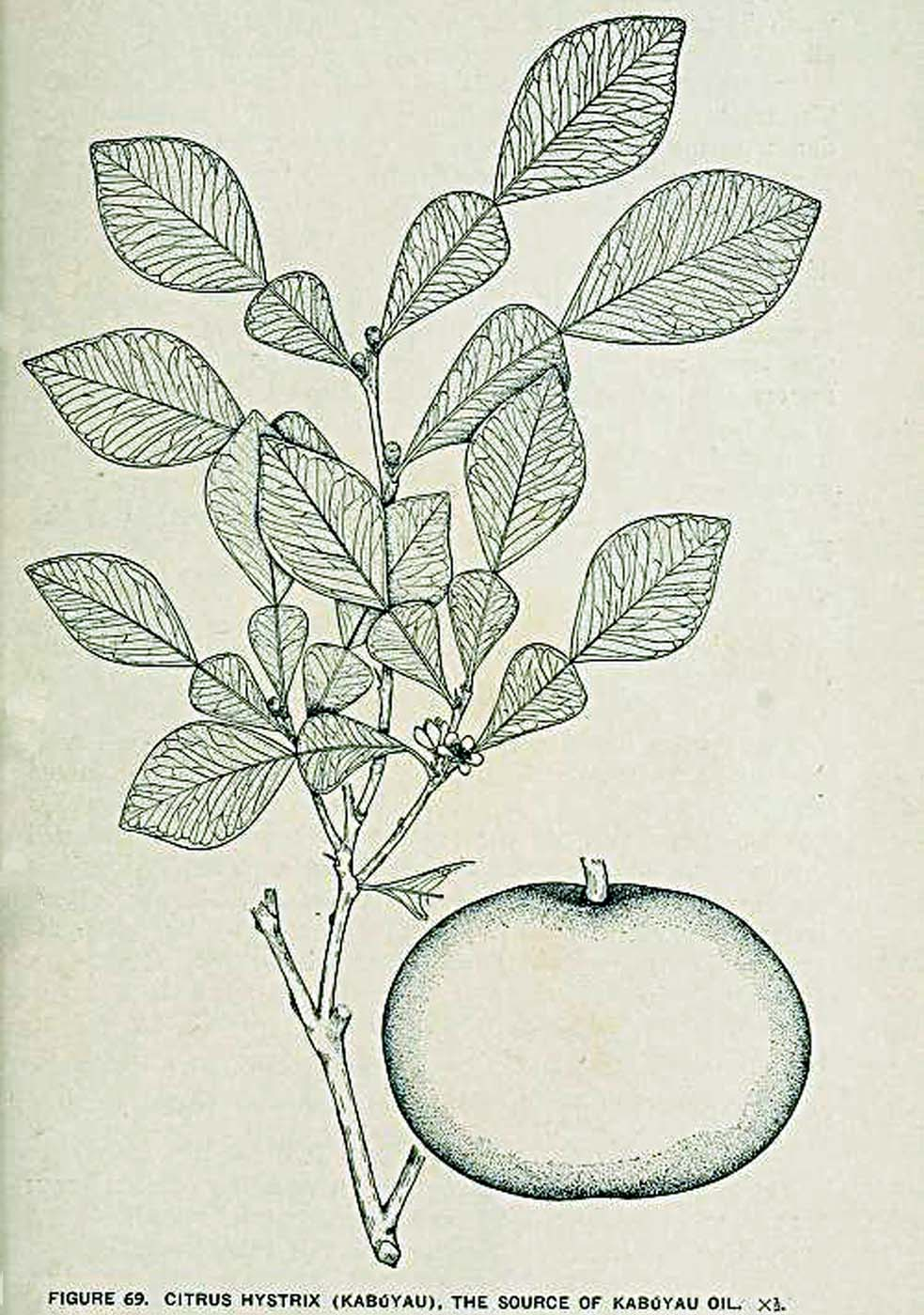
Ce dessin de Kabuyau (identifié comme un combava C. hystrix) sa peau lisse le rapproche de balincolong (1920. West et Brown)

Peter Jansen Wester qui était responsable de la station expérimentale de Lamao (province de Bataan, île de Luzon) décrit les C. micrantha dans Citrus fruits in the Philippines, Manille, 1915. Il écrit - interrogatif sur le degré de domestication - «Les Philippins ont déclaré que les arbres suivants poussaient à l'état sauvage à Bohol dans la forêt : Amongpong, amontay, balincolong, biasong, canci, colo-colo, limoncito, limao, lombog et samuyao», «certaines de ces plantes poussent dans la cour de quelques Philippins, affirmation pas tout à fait fiable, pourraient donc prétendre avoir été domestiquées». Ensuite il note que  tous ces fruits «le biasong, balincolong, samuyao, samuyao-sa- amoo, [sont] aussi différents les uns des autres». Enfin il décrit les 2 variétés.

### Biasong

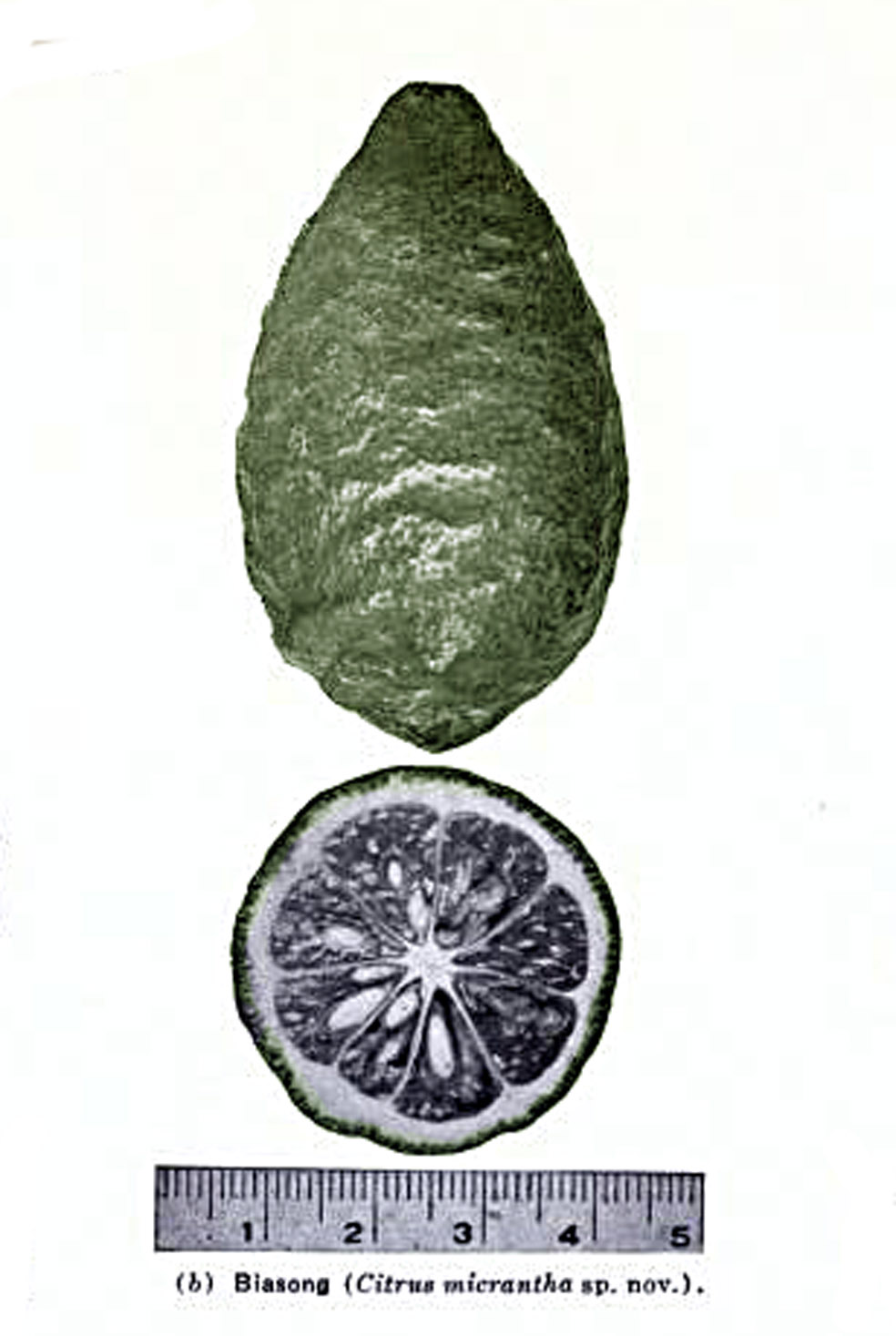
Wester (1915) «les fruits oblongs-obovales et peu logés sont particulièrement remarquables dans le biasong».

«Récolté à Cebu, Bohol, Dumaguete, Negros, et dans les provinces de Zamboanga et de Misamis à Mindanao, il est peu cultivé [ ]. Le fruit [ ] n'est pas consommé et n'a aucune importance économique. Les petites fleurs, avec moins d'étamines que toute autre espèce, et les fruits oblongs-obovales et peu logés sont particulièrement remarquables» écrit Wester qui publie une photographie d'un fruit ovale (1915).
Le biasong actuellement présent en Europe est ellipsoïde et aplati qui correspond au balincolong de Wester.

#### Balincolong
«Balincolong à Bohol, Misamis, et Mindanao, est considéré par les Philippins comme un fruit assez différent, l'arbre est plus robuste atteignant une hauteur de 12 m, il a des ailes plus longues et des feuilles plus épaisses, avec des fruits plus lisses qui sont parfois presque ronds, ces différences ne justifient guère que cette forme soit classée comme sous-espèce». Il est synonyme de biasong et espèce type chez Merril. Pourtant Carpenter et Raece (1969) écrivent de balingcolong Tanaka 1951 : an untenable species (une espèce insoutenable).

### Samuyao

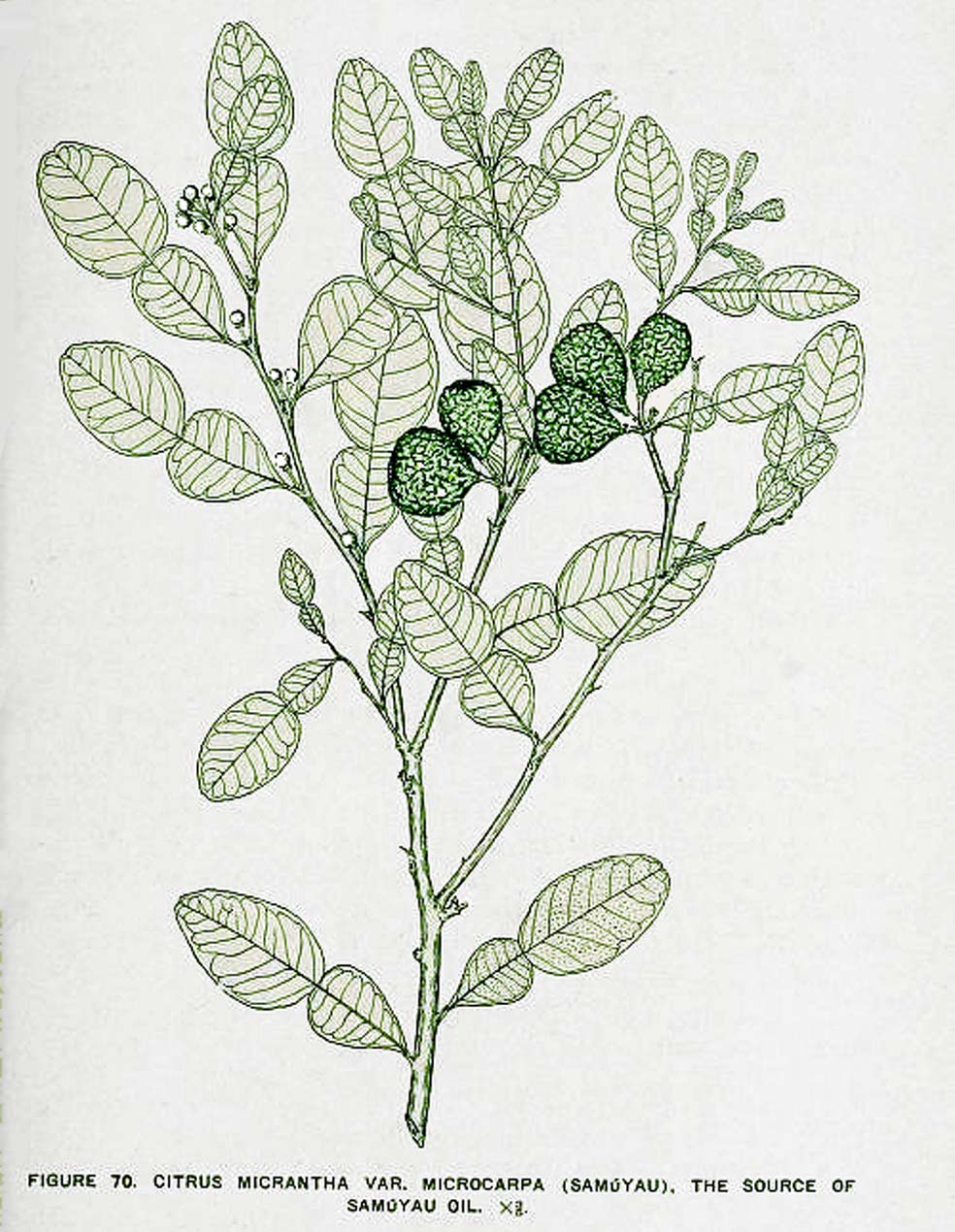
Premier dessin de Samuyau dans Philippine resins, gums, seed oils, and essential oils (1920).

«Samuyao peu cultivé à Cebu et Bohol. Arbre de 4,5 m de haut, petites épines faibles, feuilles grandes, 20 à 25 mm de large, ovales à ovales-oblongues ou elliptiques, crénelées, fines, parfum distinct [ ]; fruit de 15 à 20 mm de diamètre, à contour arrondi ; base parfois mamelonnée ; apex une cavité irrégulière et ridée; surface ondulée, jaune citron verdâtre; cellules d'huile généralement enfoncées; peau très fine; pulpe assez juteuse, acide, amère avec un arôme distinct». L'écorce contient «une huile claire, presque incolore qui est très parfumée. Elle devrait être utile comme huile de parfumerie».
Samuyao (C. micrantha var. microcarpa) est introduit en Californie (Université de Riverside) en 1967 depuis Laguna, Philippines. Il ressemble à un petit combava.

## Utilisation
Utilisé comme porte-greffe, il est rapporté modérément tolérant au Candidatus Liberibacter asiaticus.
Dans leur étude de la coloration des agrumes (2017) E. Butelli et al. citent un Ruby C. micrantha, variant légèrement coloré non cultivé.
Il semble que les C. micranta sont toujours difficiles à trouver à Manille de nos jours, ils sont toujours confondus avec le combava.

### Huile essentielle

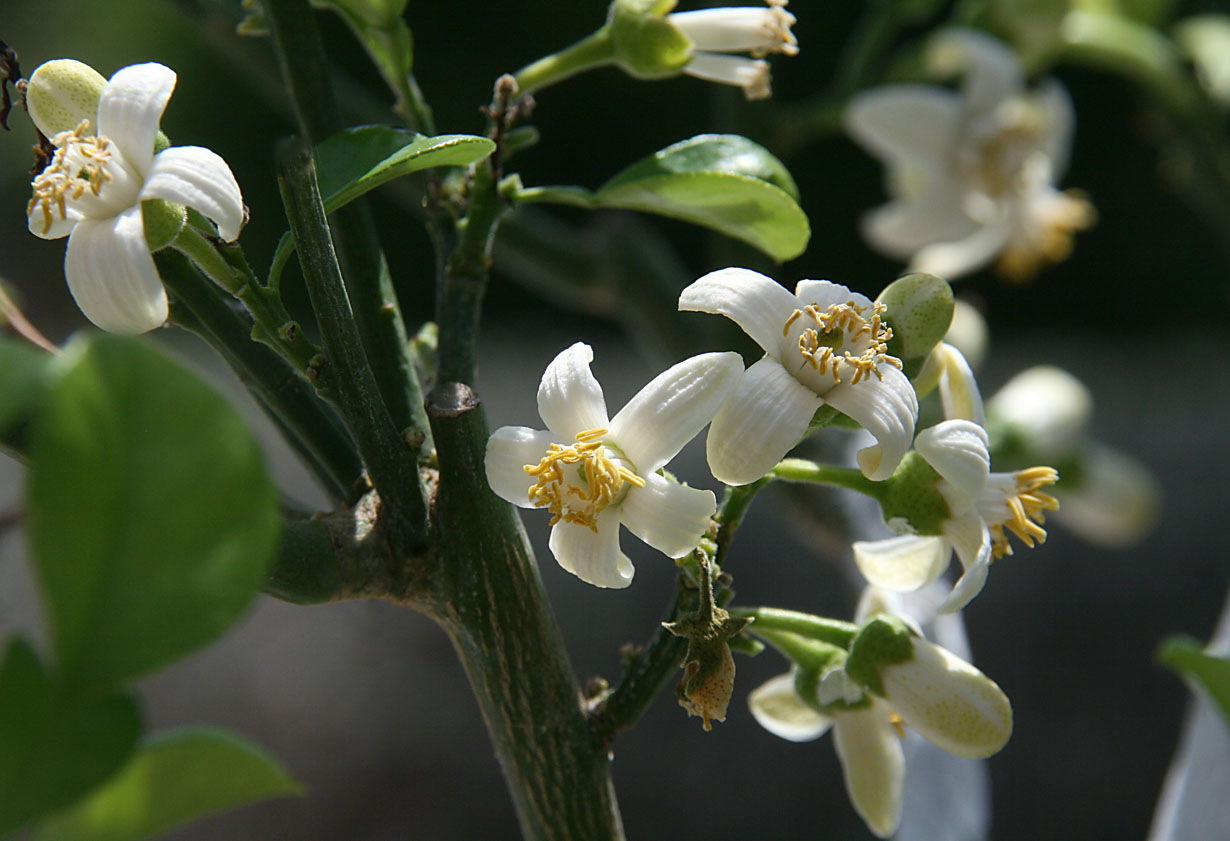
Floraison de Samuyau.

Clémentine Baccati et al. (2021) notent que «Le limonène est le composant dominant chez Citrus à l'exception de C. micrantha et C. hystrix où c'est β-pinène (environ 35%)». Les huiles de feuilles de C. hystrix et C. micrantha ont une composition proche (citronellal 78,1 et 76,1 %) et dérivés, citronellol et l'acétate de citronellyle.
Dans le tableau des compositions des huiles essentielles donné par ces auteurs, on note également le bon niveau de (E, E)-α-farnesène et de germacrène B (odeur de patchouli) et enfin de monoterpènes oxygénés propre à C. micrantha. Une note de kumquat et de C. jambhiri peut être rapprochée d'un pourcentage significatif d'alismol (sesquiterpène peu fréquent). Leur analyse en composantes principales montrent une huile essentielle au parfum bien démarqué mais du côté du combava.